# 嵐の季節
『嵐の季節』（原題：Wild in the Country）は、1961年に公開されたアメリカ合衆国のミュージカルドラマ映画。J・R・サラマンカによる小説を原作とし、脚本はクリフォード・オデッツによって書かれた。主演はエルヴィス・プレスリー。

## キャスト
※括弧内は日本語吹替（テレビ版）
- グレン・タイラー：エルヴィス・プレスリー（仲村秀生）
- アイリーン・スペリー：ホープ・ラング
- ノーリーン・マーティン：チューズデイ・ウェルド
- ベティー・リー・パーソンズ：ミリー・パーキンス
- デイビス：レイファー・ジョンソン
- フィル・メイシー：ジョン・アイアランド
- クリフ・メイシー：ゲイリー・ロックウッド